# Tongba

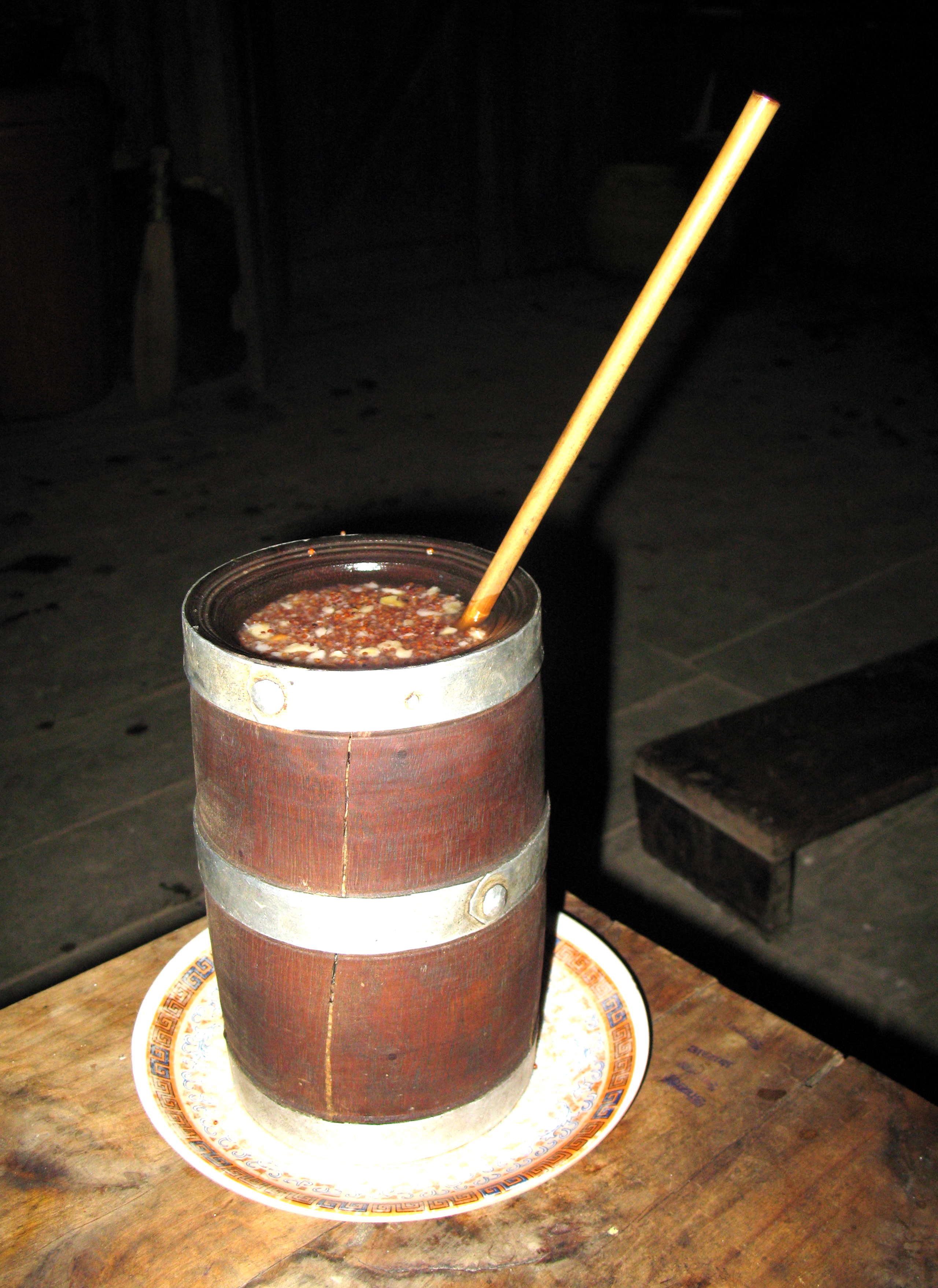
Tongba

Tongba – napój alkoholowy przyrządzany z prosa, popularny w górskich regionach Nepalu i przyległych częściach Indii, jak Darjeeling i Sikkim. Tradycyjny napój ludu Limbu we wschodnim Nepalu.

## Przygotowanie
Tongba jest sporządzana z ugotowanych i sfermentowanych całych ziaren prosa. Następnie ziarna się suszy i przechowuje pod dachem przez około pół roku. Tuż przed konsumpcją sfermentowane proso umieszcza się w naczyniu zwanym także tongba i zalewa wrzątkiem. Po odczekaniu pięciu minut napój jest gotowy do spożycia. Podaje się go z cienką, ślepo zakończoną słomką bambusową z otworem z boku. Ziarna można w ten sposób zalewać kilkakrotnie, do wyczerpania całej zawartości alkoholu.